# Staloryt

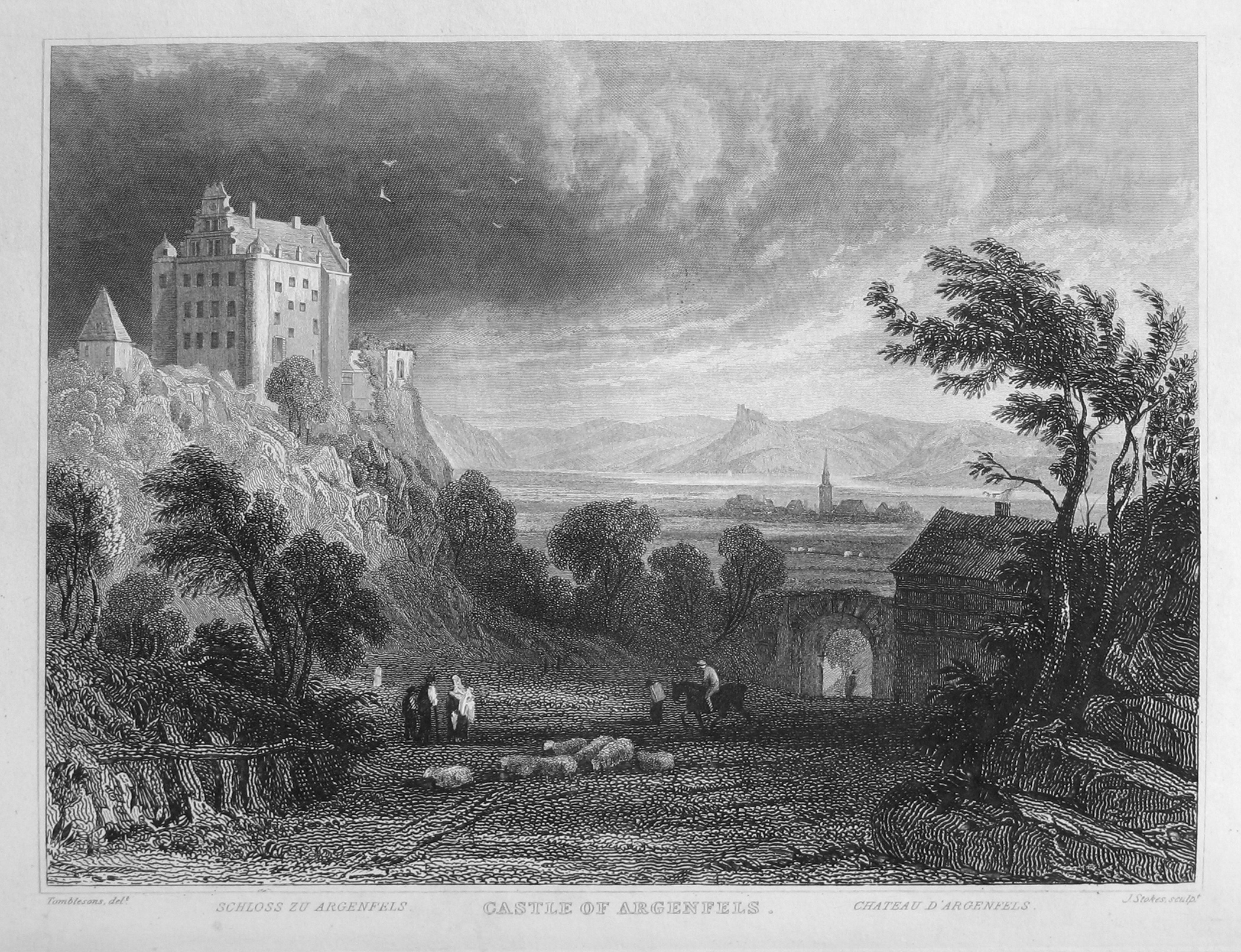
Staloryt, XIX wiek

Staloryt — technika graficzna należąca do druku wklęsłego — również nazwa ryciny wykonanej tej techniką. Polega na wykonaniu ryciny rylcem na płycie stalowej. Wymaga dużej precyzji od rytownika, ponieważ retusze i poprawki są prawie niemożliwe ze względu na twardość materiału. Po zakończeniu rytowania płyta jest dodatkowo hartowana.
Technikę stalorytu wynaleźli Amerykanie Jacob Perkins oraz Gideon Fairman z myślą o wielkonakładowym druku banknotów. Anglik Charles Heath wykorzystał tę technikę do druku ilustracji i w 1820 roku ją opatentował. W XIX wieku była wykorzystywana do tworzenia ilustracji książkowych, współcześnie stosowana głównie do wykonywania niektórych elementów zabezpieczających banknoty, rzadziej do drukowania znaczków pocztowych, które w znacznej większości są produkowane techniką offsetową.